# Frauenbote
Der Frauenbote war eine vierteljährlich erscheinende Frauenzeitschrift, die zwischen 1927 und 1937 erschien. Die Zeitschrift wurde in Graz von der Katholischen Frauenorganisation Steiermarks (KFO) herausgegeben und erschien mit dem Zusatztitel Nachrichtenblatt der Katholischen Frauenorganisation Steiermarks. 
Die Erstausgabe des Frauenboten erschien am 1. Juni 1927 und wurde in der Folge viermal pro Jahr veröffentlicht. In der Erstausgabe der Zeitschrift erhob der Frauenbote den Anspruch, die Mitglieder der Katholischen Frauenorganisation über das Vereinsleben zu informieren sowie Aufklärung und Belehrung durch einen Priester zu bieten. Ein weiteres Anliegen des Frauenboten waren Informationen über haus- und landwirtschaftliche Sorgen sowie die Erteilung diesbezüglicher Ratschläge. Zudem verfassten katholische Schriftsteller Texte zur Unterhaltung. Die Zeitschrift umfasste sechs Seiten und wurde um 10 Groschen verkauft. Die letzte Ausgabe des Frauenboten erschien zu Weihnachten 1937. Nachdem die Frauenorganisation Österreichs 1938 nach der Machtübernahme der Nationalsozialisten aufgelöst worden war, endete auch das Erscheinen des Frauenboten.
In den 1930er Jahren gab die Katholischen Frauenorganisation Steiermarks zudem den Frauenkalender heraus.